# Chrysosoma solitarium
Chrysosoma solitarium är en tvåvingeart som beskrevs av Octave Parent 1935. Chrysosoma solitarium ingår i släktet Chrysosoma och familjen styltflugor. Inga underarter finns listade i Catalogue of Life.